# Menneskeaber
Menneskeaber (Hominoidea) er taksonomisk en overfamilie af primater i gruppen af østaber (Catarrhini). De nulevende arter deles i to familier, de store menneskeaber og gibboner (små menneskeaber). Menneskeaberne er hjemmehørende i Afrika og Sydøstasien. De adskiller sig fra andre primater ved den større bevægelsesfrihed i skulderleddet, hvilket er udviklet for at kunne svinge sig i armene fra gren til gren i træerne.
Nyere opdagelser og forskning har ændret vores forståelse af slægtskabet mellem menneskeaberne, især i forhold til den menneskelige udviklingslinje. Derfor er der fremkommet en del forvirring i forhold til navngivningen af de forskellige grupper af menneskeaber.

## Levevis
Bortset fra gorillaer og mennesker, er arterne i gruppen adrætte klatrere. Deres føde består hovedsageligt af frugter, nødder, frø (inklusiv græsfrø), blade og i nogle tilfælde andre dyr, der enten jages eller ædes som ådsler, eller (kun i tilfældet mennesker) bliver holdt som husdyr. Desuden ædes alt andet, der er tilgængeligt og letfordøjeligt.
De små menneskeaber, der udgøres af gibbonerne (familien Hylobatidae) er alle hjemmehørende i Asien. De adskiller sig især ved deres lange arme som de anvender til at svinge sig fra gren til gren. Deres håndled er kugleled som en evolutionær tilpasning til deres liv i træerne. De er generelt mindre end de andre menneskeaber fra Afrika. F.eks. vejer den største gibbon, siamangen, op til 14 kg, mens den mindste store menneskeabe, bonoboen, vejer 34-60 kg.

## Trusler
De fleste menneskeaber (dog ikke mennesket) er sjældne og truede af udryddelse. Den største trussel for de fleste truede arter er ødelæggelsen af tropisk regnskov. Flere arter jages desuden af mennesker for deres kød. De store menneskeaber i Afrika trues også af ebolavirus. Man mener at ebola i øjeblikket (2015) er den største trussel mod de afrikanske menneskeaber og at den er ansvarlig for en tredjedel af alle dødsfald siden 1990.

## Taksonomisk historie
Historien for menneskeabernes taksonomi er indviklet og temmelig forvirrende. I tidens løb har man ændret navne samt betydningen af gruppers og undergruppers navne efterhånden som ny forskning, det vil sige opdagelsen af nye fossiler og metoder samt en fortsat sammenligning af anatomi og DNA-sekvenser, har ændret forståelsen af slægtskabet menneskeaberne i mellem. Mennesket har i stadig mindre grad indtaget en særstilling i taksonomien og er nu blot én gren mellem mange andre. Taksonomiens historie illustrerer den stigende indflydelse fra kladistik, den videnskableige klassificering af de levende organismer udelukkende efter deres afstamning.

### Eksempel på navneskift
I 1758 placerede Carl von Linné, baseret på anden- eller tredjehåndsberetninger, endnu en art i slægten Homo sammen med H. sapiens: Homo troglodytes ("det hulelevende menneske"). Det er uklart hvilket dyr som dette navn refererede til og der findes derfor ingen nærmere beskrivelse. Linné navngav desuden orangutangen som Simia satyrus. Han placerede de tre slægter Homo, Simia og Lemur i ordenen Primates. Navnet troglodytes blev senere anvendt for chimpansen af Blumenbach i 1775, men chimpansen blev henført til slægten Simia. Orangutangen, der oprindeligt tilhørte slægten Simia blev flyttet til slægten Pongo i 1799 af Lacépède. I 1816 flyttede Lorenz Oken chimpansen fra Simia til Pan.

### Nyere ændringer i taksonomi og terminologi
| Mennesker er ikke menneskeaber: Indtil omkring 1960 opdelte taksonomer typisk overfamilien Hominoidea i to familier. I videnskabelige kredse behandledes mennesker og deres uddøde slægtninge som en 'out-group' indenfor overfamilien, det vil sige mennesker blev betragtet som ret fjernt beslægtede med "menneskeaberne". Mennesker blev klassificeret som familien Hominidae og blev kaldt "hominider". Alle andre hominoider blev kaldt menneskeaber og blev henført til familien Pongidae.                                                                               |
| De "store menneskeaber" i Pongidae: I 1960'erne begyndte man at anvende molekulærbiologi indenfor primaters taksonomi. I 1964 førte en immunologisk undersøgelse af plasmaproteiner til en omklassificering af hominoiderne i tre familier: mennesker i Hominidae; de store menneskeaber i Pongidae; og de "små menneskeaber" (gibboner) i Hylobatidae. Men en tredeling—Pan, Gorilla og Pongo—af de "store menneskeaber" i Pongidae var et problem; man ønskede at vide hvilken slægt, der først udspaltedes fra den fælles hominoide forfader.                                |
| Gibboner som out-group: Nye studier antydede, at gibboner, ikke mennesker, var out-group'en indenfor overfamilien Hominoidea, altså: resten af hominoiderne er nærmere beslægtet med hinanden end nogen af dem er med gibbonerne. Med denne opdeling blev gibbonerne (slægten Hylobates og andre) isoleret, da man havde flyttet de store menneskeaber ind i samme familie som mennesker. Nu omfattede betegnelsen "hominid" en større gruppe i familien Hominidae. Tredelingen betød stadig, at man måtte finde ud af, hvilken slægt, der var 'mindst' beslægtet med de andre. |
| Orangutanger som out-group: Undersøgelser, der sammenlignede mennesker og de tre andre hominide slægter afslørede, at de afrikanske menneskeaber (chimpanser og gorillaer) og mennesker var nærmere beslægtet med hinanden end nogen af dem var med de asiatiske orangutanger (Pongo); det vil sige, orangutanger, ikke mennesker, er out-group indenfor familien Hominidae. Dette førte til, at man igen henførte de afrikanske menneskeaber til underfamilien Homininae med mennesker—hvilket gav ophav til en ny tredeling, Homo, Pan, Gorilla.                              |
| Homininer: I et forsøg på at fjerne tredelingen, mens man stadig beholdt mennesker som out-group, blev underfamilien Homininae opdelt i to tribusser: Gorillini, omfattende slægten Pan og slægten Gorilla; og Hominini, omfattende slægten Homo (mennesker). Mennesker og nære slægtninge blev nu kaldt "homininer", det vil sige tilhørende tribus Hominini. Således afløste betegnelsen "hominin" nu den tidligere betegnelse "hominid", hvis betydning havde ændret sig på grund af ændringerne i Hominidae (se ovenfor: "Gibboner som out-group").                         |
| Gorillaer som out-group: Nye sammenligninger af DNA viste, at gorillaer, ikke mennesker, er out-group i underfamilien Homininae; dette betød at chimpanser sammen med mennesker burde samles i tribus Hominini, men i hver deres undertribus. Nu var "hominin" betegnelsen på slægten Homo plus de af dens tidligste slægtninge og forfædre, der fremkom efter udspaltningen fra chimpanserne. (Mennesker er ikke længere en out-group, men er en gren dybt inde i det træ, der udgjordes af menneskeaberne før 1960'erne.)                                                     |
| Opdeling af gibboner: Senere sammenligninger af DNA afslørede en tidligere ukendt opdeling af slægten Hylobates (gibboner) i fire slægter: Hylobates, Hoolock, Nomascus og Symphalangus. |